# Leptoscyphopsis paradoxus
Leptoscyphopsis paradoxus là một loài Rêu trong họ Geocalycaceae. Loài này được R.M. Schust. mô tả khoa học đầu tiên năm 1978.